# Tầng Frasne
| Hệ/ Kỷ                                | Thống/ Thế   | Bậc/ Kỳ                          | Tuổi (Ma) | Tuổi (Ma) |
| ------------------------------------- | ------------ | -------------------------------- | --------- | --------- |
| Than Đá                               | Mississippi  | Tournai                          | trẻ hơn   | trẻ hơn   |
| Devon                                 | Thượng/ Muộn | Famenne                          | 358.9     | 372.2     |
| Devon                                 | Thượng/ Muộn | Frasne                           | 372.2     | 382.7     |
| Devon                                 | Giữa         | Givet                            | 382.7     | 387.7     |
| Devon                                 | Giữa         | Eifel                            | 387.7     | 393.3     |
| Devon                                 | Hạ/ Sớm      | Ems                              | 393.3     | 407.6     |
| Devon                                 | Hạ/ Sớm      | Praha                            | 407.6     | 410.8     |
| Devon                                 | Hạ/ Sớm      | Lochkov                          | 410.8     | 419.2     |
| Silur                                 | Pridoli      | không xác định tầng động vật nào | già hơn   | già hơn   |
| Phân chia kỷ Devon theo ICS năm 2017. |              |                                  |           |           |

Tầng Frasne là một trong hai tầng động vật của thế Devon muộn. Nó kéo dài từ khoảng 385,3 ± 2,6 triệu năm trước (Ma) tới 374,5 ± 2,6 Ma. Tên gọi cho tầng này được nhà địa chất học người Pháp là Jules Gosselet đề xuất năm 1879 theo tên làng Frasnes-lez-Couvin ở Bỉ và được Ủy ban Địa tầng kỷ Devon chấp nhận năm 1981.
Tại Bắc Mỹ, thay thế cho tầng Frasne là Senecan, Sonyea, Sonyean, West Falls.
Tầng đứng trước nó là tầng Givet còn tầng diễn ra sau nó là tầng Famenne.
Mốc đánh dấu sự bắt đầu của tầng này là sự xuất hiện lần đầu tiên của loài động vật răng nón có danh pháp Ancyrodella rotundiloba. Các mốc đánh dấu sự kết thúc của tầng này là sự xuất hiện lần đầu tiên của loài lăng cúc thạch có danh pháp Phoenixites frechi hay sự phổ biến rộng khắp của động vật răng nón với danh pháp Palmatolepis triangularis hoặc sự tuyệt chủng thuộc Thượng Kellwasser của tất cả các loài trong các chi Ancyrodella, Ozarkodina và phần lớn các loài của các chi Palmatolepis, Polygnathus và Ancyrognathus.
GSSP chính thức của ICS nằm tại Col du Puech de la Suque, Montagne Noire, Pháp.
Phần lớn kiến tạo đá ngầm được thực hiện trong thời kỳ thuộc tầng Frasne, cụ thể là tại khu vực ngày nay thuộc miền tây Canada và Australia. Trên đất liền, những cánh rừng đầu tiên đã bắt đầu xuất hiện. Tại Bắc Mỹ, các kiến tạo sơn Antler và Taconic đạt tới điểm đỉnh, cùng thời với pha Bretonic của kiến tạo sơn Variscia ở châu Âu.